# Abraham Pérez Lizana
Abraham Pérez Lizana (Teno, 15 de mayo de 1900-¿?) fue un profesor universitario y político chileno, que se desempeñó como ministro de Estado de su país, durante el segundo gobierno del presidente Carlos Ibáñez del Campo.

## Familia y estudios
Nació en Teno, comuna chilena de la provincia de Curicó, el 15 de mayo de 1900, hijo de José María Pérez y Clotilde Lizana. Realizó sus estudios primarios y secundarios en el Liceo de Curicó. Continuó los superiores en el Instituto Pedagógico de la Universidad de Chile, titulándose como profesor de matemáticas y física en 1924, con la tesis Estudio sobre corrientes alternas en derivaciones. También, efectuó cursos de especialidad en Francia y Alemania.
Se casó con Berta Pascual, con quien tuvo dos hijas, Vilma Angélica y Marcela Eliana.

## Carrera profesional
Comenzó a desempeñar su profesión en el Liceo de Traiguén, en el Instituto Nacional, en el Instituto Pedagógico y en la Escuela de Ingeniería de la Universidad de Chile. Desde 1938, ejerció como profesor de matemáticas en la Escuela de Economía y Comercio de esa casa de estudios, profesor de planimetría en el Instituto Pedagógico, y profesor de trigonometría en la Academia Técnica Militar de Geometría.
En 1941, fue comisionado por el gobierno de Chile a Venezuela para efectuar un curso de matemáticas superiores en el Instituto Pedagógico Nacional de ese país. De la misma manera, visitó, entre otros países, Portugal, España, Brasil, Perú, Colombia, Ecuador, Panamá y Cuba.
Ocupó el puesto de director de la Escuela de Economía y Comercio, actuario de la Superintendencia de Bancos, y desde 1951 hasta 1953, fungió como secretario general de la Universidad de Chile.
Por otra parte, fue miembro de la Sociedad Constructora de Establecimientos Educacionales, la cual presidió. Asimismo, fue miembro del Instituto de Estadística de Estados Unidos, de la Sociedad de Econometría, de la Universidad Panamericana y de la Sociedad Nacional Profesores.

## Carrera política
Sin afiliación política, en el marco de la segunda administración del presidente Carlos Ibáñez del Campo, el 30 de mayo de 1955, fue nombrado como titular del Ministerio de Hacienda, función que dejó el 4 de octubre del mismo año. Luego, ejerció brevemente como secretario general de Gobierno. Décadas después, con ocasión de la dictadura militar del general Augusto Pinochet, en 1974 actuó como director general del Instituto Nacional de Estadísticas (INE).